# Carter Heyward
Isabel Carter Heyward, född 22 augusti 1945 i Charlotte i North Carolina, är en amerikansk feministteolog och präst inom Episkopalkyrkan i USA. Hon har gjort en pionjärinsats inom feministisk befrielseteologi och sexualteologi.
Teologen Beverly Wildung Harrison var hennes livskamrat.